# Stipa krylovii
Stipa krylovii är en gräsart som beskrevs av Roman Julievich Roshevitz. Stipa krylovii ingår i släktet fjädergrässläktet, och familjen gräs. Inga underarter finns listade i Catalogue of Life.